# アイヴァー・リチャーズ
アイヴァー・アームストロング・リチャーズ（Ivor Armstrong Richards、1893年2月26日 - 1979年9月7日）は、イギリスの文芸批評家・英語教育学者・修辞学者、ケンブリッジ大学特別研究員、ハーヴァード大学教授。

## 経歴
1893年、チェシャーで生まれた。ブリストルのクリフトン・カレッジ(Clifton College)で学んだあと、モードリン・カレッジに進んだ。そして、ケンブリッジ大学で心理学(道徳科学)を専攻した。
チャールズ・ケイ・オグデンとともに『意味の意味』を刊行した「意味論」の科学的研究者として有名で、1932年以後は、この意味論に基づいた850の基本語で表現の自由を図るいわゆる「ベーシック・イングリッシュ」の提唱実践に尽くしたことで知られる。特に1930年から1938年には、中国で英語教育に携わった。またニュー・クリティシズムの提唱者の一人でもある。晩年は詩や演劇を作り、出演もした。1978年ベンジャミン・フランクリン・メダル受賞。

## 家族・親族
- 妻：ドロシー・ピリー・リチャーズ(Dorothy Pilley Richards)は登山家。二人はウェールズでの登山休暇中に出会い、1926年に結婚した。

## 業績

### 学術書
- 『美学の基礎』（オグデン、J・ウッドと共著）
- 『意味の意味 言語の思想に及ぼす影響及び象徴学の研究』（オグデンと共著）石橋幸太郎訳 興文社 1936年、ぺりかん社 1967年、新泉社 1982年、新泉社 新装版 2008年。
- 『文芸批評の原理』岩崎宗治訳 垂水書房 1961年-1962年
- 『詩と科学』李揚河訳 文学論パンフレット 研究社 1932年
  - 『科学と詩』星野徹訳 国文社 1971年
  - 『科学と詩』岩崎宗治訳 八潮出版社 1974年
- 『実践批評 英語教育と文学的判断力の研究』坂本公延編訳 みすず書房 2008年
- 『孟子の「心」論』
- 『コールリッジの想像力論』
- 『思索の手段』
- 『平和へのみち』松居桃楼訳 ひろば書房 1955年
- 『新修辞学原論』石橋幸太郎訳 南雲堂 1961年 不死鳥英語学ライブラリィ
  - 『レトリックの哲学』村山淳彦訳 未來社 2021年 ISBN 978-4-624-93449-1

### 詩集
- 『さらば大地』
- 『スクリーンズ』など

### その他
- 『リチャーズ・ナウ I.A.リチャーズ生誕100年記念論文集』片桐ユズル編　青磁書房　1993年
- 『English Through Pictures Book 1-3 』　1945年
- 『絵で見る英語 Book 1』日本での発売　1975年　IBC パブリッシング